# Rəhimli (Ağsu)
Rəhimli è un comune dell'Azerbaigian situato nel distretto di Ağsu. Conta una popolazione di 741 abitanti.